# Paralelo 46 S
O Paralelo 46 S é um paralelo no 46° grau a sul do plano equatorial terrestre.
Começando pelo Meridiano de Greenwich e tomando a direção leste, o paralelo 46° Sul passa por:
| País, território ou mar | Notas |
| ----------------------- | --- |
| Oceano Atlântico        | |
| Oceano Índico           | Passa entre a Île aux Cochons e as Îlots des Apôtres nas Ilhas Crozet, Terras Austrais e Antárticas Francesas |
| Oceano Pacífico         | Mar da Tasmânia                                                                                               |
| Nova Zelândia           | Ilha Sul |
| Oceano Pacífico         | |
| Chile                   | |
| Argentina               | Define a fronteira entre a província de Chubut e Santa Cruz                                                   |
| Oceano Atlântico        | |